# Stadion Tumbe Kafe
Stadion Tumbe Kafe é um estádio de futebol localizado em Bitola, Macedônia. É a casa do Pelister que dispulta a Prva Liga Foi inaugurado em 1937. A capacidade é de 8000 espectadores